# Liam Donnelly
Liam Francis Peadar Donnelly (* 7. März 1996 in Dungannon) ist ein nordirischer Fußballspieler, der beim FC St. Mirren in der Scottish Premiership unter Vertrag steht.

## Karriere

### Verein
Liam Donnelly begann seine Karriere in seiner Geburtsstadt bei den Dungannon Swifts. In der Saison 2011/12 absolvierte er für den Verein sieben Spiele in der höchsten nordirischen Spielklasse. Im Jahr 2012 kam er zum FC Fulham. Für den Verein aus London spielte er ausschließlich im Juniorenbereich und der Reservemannschaft. Von Juli bis Oktober 2015 war er an Crawley Town aus der vierten Liga in England verliehen und kam zehnmal zum Einsatz. Nach einem weiteren Jahr bei Fulham nahm ihn im Jahr 2016 Viertligist Hartlepool United unter Vertrag. Mit der Mannschaft stieg er am Ende der Saison 2016/17 ab. Nach einer Saison in der National League wechselte der 22-jährige Donnelly im Juni 2018 zum FC Motherwell in die Scottish Premiership.
Donnelly wechselte im Juni 2025 mit einem Zweijahresvertrag zum FC St. Mirren.

### Nationalmannschaft
Liam Donnelly spielte bis zum Jahr 2013 in der nordirischen U-16 und U-17-Nationalmannschaft. Im November 2012 kam er erstmals in der U-21 gegen England zum Einsatz. Im Juni 2014 gab er sein Debüt in der A-Nationalmannschaft gegen Chile, nachdem er für Corry Evans eingewechselt wurde.